# Georges Lemaître
Georges Henri Joseph Édouard Lemaître (ejtsd: zsorzs anri zsozef eduár lömetr) (Charleroi, Belgium, 1894. július 17. – Leuven, 1966. június 20.) belga katolikus pap, fizikus, egyetemi tanár.

## Fiatalkora
Georges Lemaître Belgiumban élt, a Leuveni Katolikus Egyetemen szerzett mérnöki diplomát, de az első világháború kezdetekor, amikor a németek megszállták hazáját, félbe kellett szakítania tanulmányait. Négy évet töltött a hadseregben, a frontvonalon harcolt, szemtanúja volt az első mérgesgáz-támadásoknak. Bátorságáért kiérdemelte a croix de guerre hadikereszt kitüntetést. A háború után folytatta tanulmányait, de ekkor már elméleti fizikát hallgatott, majd 1920-ban belépett a katolikus szemináriumba Maline-ban. 1923-ban szentelték pappá, és élete végéig két hivatása volt, amelyeket szívvel-lélekkel végzett: egyszerre volt kozmológus és pap. Erre mondta: „Két út vezet az igazsághoz. Én úgy döntöttem, hogy mindkettőt követem." Felszentelés után egy évig Angliában, Cambridge-ben tanult, Arthur Eddington mellett. Ő így látta tanulóját: "rendkívül jó eszű, gyors felfogású és tisztán látó, kiváló matematikai képességekkel megáldott diák”.

## A táguló Világegyetem és az Ősrobbanás elméletének kidolgozása
1924-ben Amerikába utazott, ahol egyszerre végzett csillagászati kutatásokat a Harvard Obszervatóriumban és beiratkozott a Massachusettsi Műszaki Egyetem PHD-doktori fakultására. Lemaître kezdett megismerkedni a csillagászati problémákkal, a tudósi körrel, és a korábbi elméleti tanulmányait gyakorlati megfigyelésekkel egészítette ki.
1925-ben visszatért Belgiumba, ahol a Leuveni Katolikus Egyetem tanára lett, és itt kezdett hozzá az általános relativitáselmélet alapján egy új kozmológiai elmélet kidolgozásához. Két év alatt nagyjából eljutott a táguló Univerzum elméleti modelljéhez, amelyet korábban egy orosz tudós, Alexander Friedmann is kigondolt. Mindketten a relativitás elméletéből vezették le a Világegyetem tágulásának gondolatrendszerét. Sem Lemaître, sem a kozmológus társadalom nagy része nem tudta, hogy Friedmann ezt már leírta, de ő időközben váratlanul, 37 éves korában elhunyt. Friedmann matematikus volt, akit a látott dolgok leírása érdekelt, de Lemaître tovább ment mint orosz tudóstársa, és kitartóan kutatta, hogy mi történhetett korábban.
Ha időben visszafelé megyünk a Világegyetemnek kisebbnek kellett lennie. Ennek továbbgondolása, azaz ahogy a tudósok próbáltak visszamenni az időben, hogy meglássák milyen volt az Univerzum fiatal korában, vezetett az Ősrobbanás, vagy Big Bang elmélet kidolgozásához. Miután Lemaître kidolgozta univerzum-modelljét, elkezdett fizikai kutatásokat végezni, amivel igazolhatja azt. Ezért beleásta magát a kozmikus sugárzás és radioaktív bomlás részleteibe, amelyekkel rendszerbe foglalta világmodelljét. Elméletét 1927-ben tette közzé a Brüsszeli Tudományos Társaság Évkönyvében (Annales de la Société Scientifique de Bruxelles). Publikációját néma csönd fogadta, és ugyanebben az évben Einstein is durván elutasította a Solvay-konferencián. Tőle tudta meg, hogy Friedmann is ezen a problémán dolgozott. „Az ön számításai hibátlanok ugyan, de fizikája visszataszító” – ezzel hárította el Einstein Lemaître-t. Einstein ekkor már akkora tekintély volt, hogy ha valamiről ő ítéletet mondott, azt a tudóstársadalom is elfogadta, így továbbra is az általa képviselt statikus világmodell maradt az uralkodó álláspont.
Eddington sem válaszolt Lemaître-nek az Ősrobbanást felvető levelére. Ezek miatt Lemaître elkeseredett, és sokáig nem foglalkozott elméletével. Két évre rá Hubble mérései tökéletesen igazolták a tágulás elgondolását, és 1930-ban végre Eddington is felfedezte magának a korábban mellőzött dolgozatot. Lefordíttatta a korábban Belgiumban megjelent cikket, és megjelentette a Királyi Asztronómiai Társaság havilapjában (Monthly Notices of the Royal Astronomical Society), majd levelet írt a Nature-nek, amelyben briliánsnak nevezte Lemaître elméletét. A bizonyítékok gyűltek, egyre több tudós fogadta el a táguló Univerzum elméletét, és 1931. február 3-án Einstein egy nyilvános sajtótájékoztató keretében ismerte el, hogy Lemaître-nak igaza van.
1933-ban Pasadenában, a Wilson-hegyi Obszervatóriumban a kutatók konferenciára gyűltek össze, és Lemaître itt ismertette elméletét. Einstein már elismerően nyilatkozott: „Ez a teremtés leggyönyörűségesebb és legkielégítőbb magyarázata, amit valaha is hallottam”. Ennek nyomán Lemaître igazi híresség lett, hiszen előre megjósolt olyan dolgokat, amiket mások nem láttak, és bebizonyította, hogy Einstein tévedett. Sokfelé hívták a világ minden tájára, több kitüntetést is átvehetett. Érdekesnek tartották, hogy a legnagyobb elméleti fizikusok között van és katolikus pap egyszerre, de népszerűségéhez állandó kedvessége is hozzájárult, így nem csoda, hogy gyakran emlegették úgy, mint „a leghíresebb belgát”.

## A „nagy bumm” elmélet vallási vonatkozásai

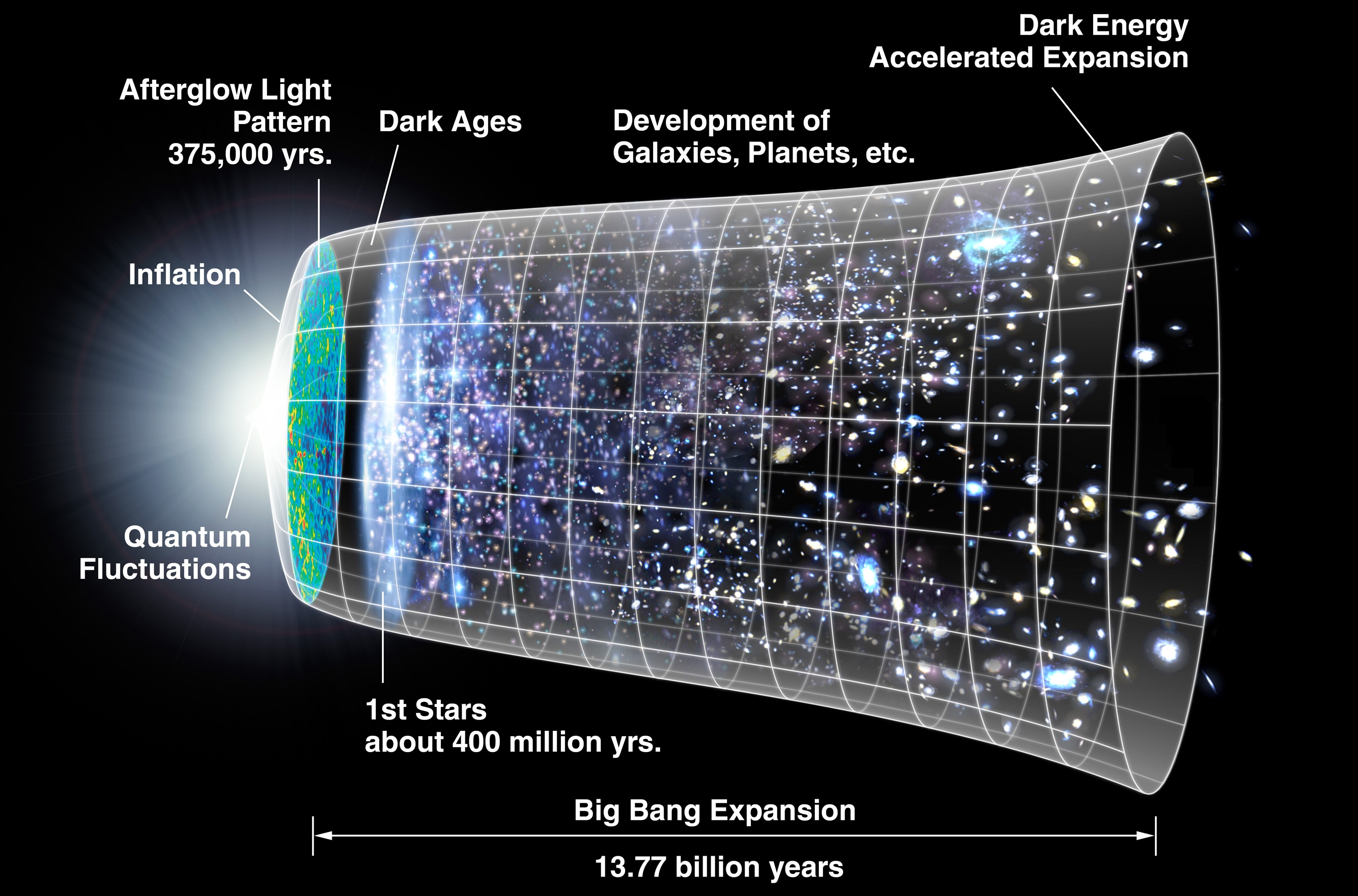
A Nagy Bumm teória

- Az Ősrobbanás elméletét sokan nehezen fogadták el, mert ez egyfajta teremtést feltételez, kimondva azt, hogy a Világegyetem nem végtelen, pedig korábban ezt gondolták. Éppen ezért ideológiai okokból a Szovjetunióban hivatalosan nem is fogadták el.
- XII. Piusz pápa 1951. november 22-én egy beszédében, amit a Pápai Tudományos Akadémián tartott, kiállt a nagy bumm mint a teremtést igazoló lehetséges érv mellett. Ez nagy visszhangot váltott ki, és Lemaître sem örült neki, elhamarkodott lépésnek tartotta. Féltette az egyházat, mert ha a további kutatások esetleg megcáfolják az ősrobbanás elméletét, akkor a kiállás vissza is üthet. Lemaître mindig próbálta szétválasztani teológusi és természettudományos kutatásait, és azt vallotta: „Ahhoz, hogy mindenre kiterjedő figyelemmel kereshessük az igazságot, a lelkeket és a színképeket egyaránt tanulmányoznunk kell.” Felvette a kapcsolatot a Vatikáni Obszervatórium igazgatójával Daniel O'Connellel és együtt győzték meg a pápát, hogy ne említse hivatalos beszédben többet az ősrobbanás elméletét. XII. Piusz megfogadta a tanácsot, és így is tett.
- Lemaître – úgy mint Galilei – hitt abban, hogy Isten kutató gondolkodással áldotta meg az embert, és jó, ha a teremtett univerzumot kutatja.

## Lemaître késői évei és halála
Az 1950-es években fokozatosan visszavonult, és matematikai kutatásoknak szentelte magát, nagy érdeklődést mutatva az akkor az egyetemeken és kutatóintézetekben terjedni kezdő számítógépek iránt. A Nagy Bumm elméletét véglegesen a kozmikus háttérsugárzás tudományos kimutatása igazolta, amelynek hírét Lemaître a leuveni kórházban tudta meg, ahol szívroham miatt kezelték. Egy évvel később hunyt el.

## Kitüntetései
- 1934: III. Lipót belga királytól megkapta a Francqui Prize-t, a legmagasabb belga tudományos kitüntetést
- 1936: megválasztották a Pápai Tudományos Akadémia tagjává
- 1941: megválasztották a Belga Királyi Tudományos Akadémia tagjává (Royal Academy of Sciences and Arts of Belgium)
- 1953: ő kapta meg először az Eddington-díjat a Királyi Csillagászati Társaságtól